# Policrito di Mende
Policrito (inizio IV secolo a.C. – Sicilia, dopo il 357 a.C.) è stato un medico e storico greco antico.

## Biografia
Nativo di Mende (non si sa se la città nella Calcidica o quella in Sicilia), dalle fonti risulta medico e storico. Il suo soggiorno in Sicilia è documentato da un passo di Diodoro Siculo, che testimonia di un suo servizio militare ad Agrigento, forse durante la spedizione di Dione nel 357 a. C. Deve essere vissuto, prima di questa spedizione, alla corte di Dionisio II, come risulta dal fatto che vi avrebbe conosciuto il socratico Eschine.
Policrito, inoltre, cita il ritorno di Dione a Siracusa e, dunque, deve aver composto le sue opere nella seconda metà del IV secolo.

## Opere
Dell'opera di Policrito restano solo 3 frammenti. Sappiamo che fu autore di una Storia di Dionisio II e di una Storia della Sicilia (Sikeliká), il cui scopo, prospettiva ed estensione temporale sono sconosciute.
L'unico frammento di una certa estensione è citato nel pseudo-aristotelico De mirabilibus auscultationibus, su un lago prodigioso che si gonfia ed espelle chi voglia bagnarvisi. Proprio da questo capitolo, inoltre, è possibile capire che i Sikelikà fossero una storia versificata.